# Johann Angerer
Johann Angerer (6. dubna 1841 Wattens – 31. prosince 1901 Lana) byl rakouský politik německé národnosti z Tyrolska, v 2. polovině 19. století poslanec Říšské rady.

## Biografie
Profesí byl notářem. Uvádí se jako statkář v Innsbrucku. Zasloužil se o rozvoj cestovního ruchu v Tyrolsku. Zasedal jako poslanec Tyrolského zemského sněmu.
Působil i jako poslanec Říšské rady (celostátního parlamentu Předlitavska), kam usedl ve volbách roku 1885 za kurii městskou a obchodních a živnostenských komor v Tyrolsku, obvod Bolzano, Merano atd./Bolzano. Ve volebním období 1885–1891 se uvádí jako Dr. Johann Angerer, statkář, bytem Hall in Tirol.
Na Říšské radě se po volbách v roce 1885 uvádí jako člen klubu Sjednocené levice, do kterého se spojilo několik ústavověrných proudů. Po jeho rozpadu byl členem mladoněmeckého poslaneckého klubu Deutscher Club (Německý klub). V roce 1890 se uvádí jako poslanec obnoveného klubu německých liberálů, nyní oficiálně nazývaného Sjednocená německá levice.
Zemřel po krátké nemoci v prosinci 1901.